# Arichanna flavovenaria
Arichanna flavovenaria là một loài bướm đêm trong họ Geometridae.